# Provincia di Houaphan
La provincia di Houaphan (in lao ແຂວງຫົວພັນ, Khwèeng Hùaphan) è una provincia del Laos nord-orientale con capoluogo Xam Neua. Nel 2004, la provincia contava su una popolazione di 322.200 abitanti distribuiti su una superficie di 16.500 km², per una densità di 19,53 ab./km².
Nel territorio di Houaphan, nel XIV secolo si instaurò il Regno di Bồn Man, che fu conquistato dalle truppe Dai Viet nel 1478, divenendo la provincia vietnamita di Tran Ninh. Alla fine del XIX secolo, i colonizzatori dell'Indocina Francese ne assegnarono i territori al Laos.

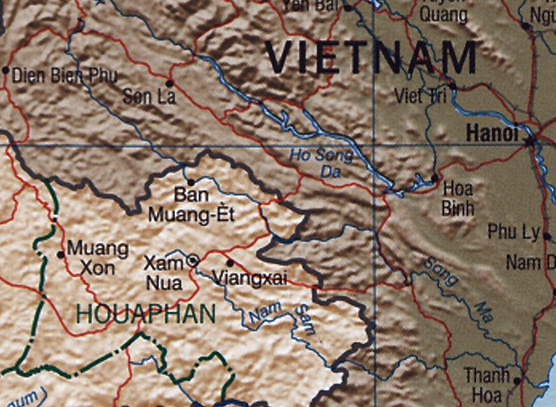
Mappa della provincia di Houaphan

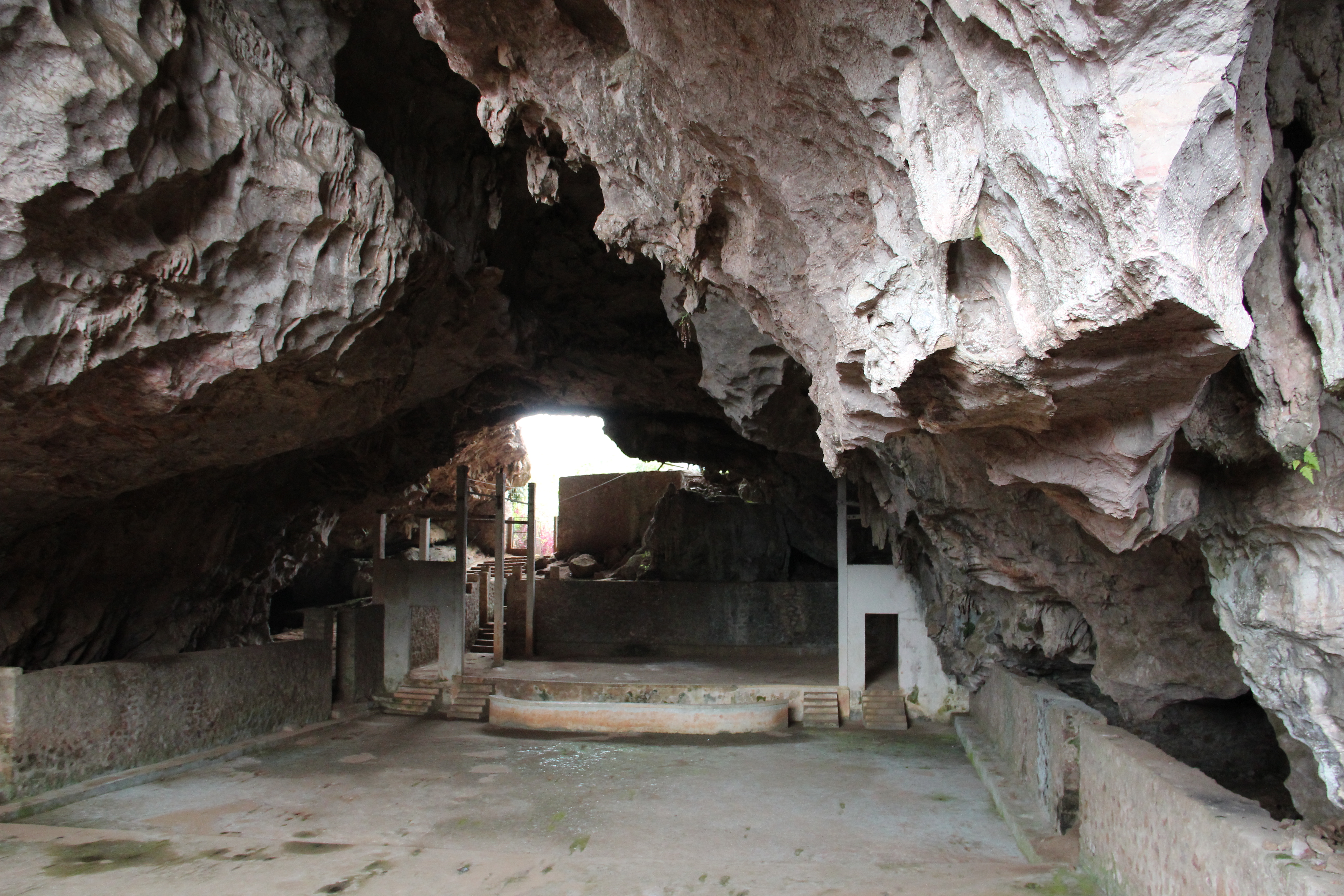
Grotta di Vieng Xay adibita a cinema e sala per pranzi di matrimonio ai tempi della guerra civile laotiana

## Geografia fisica
La provincia confina a nord, ad est e a sud-est con il Vietnam, ad ovest con la provincia di Luang Prabang ed a sud-ovest con quella di Xiangkhoang. Il territorio è montuoso e si trova a cavallo della catena Annamita. Una piccola parte della provincia di Xiangkhoang e la maggior parte di quella di Houaphan sono gli unici territori laotiani che si trovano al di là dello spartiacque formato dalla catena Annamita tra il bacino idrografico del Mekong e quelli dei vari fiumi che sfociano in Vietnam. Il capoluogo Xam Neua è più vicino e meglio servito dalle strade che lo collegano ad Hanoi, che non alla capitale Vientiane.
Il principale fiume è il Ma, lungo 400 km, che nasce in Vietnam ed entra nella provincia di Houaphan nel distretto settentrionale di Mueang Et, poi rientra in Vietnam e sfocia nel golfo del Tonchino. Il fiume Nam Sam bagna Xam Neua per entrare poi in Vietnam, dove prende il nome Chu Song ed affluisce nel Ma dopo aver percorso 325 km, di cui 165 in Laos.
Degne di nota sono le grotte di Vieng Xay, createsi con l'erosione delle rocce calcaree della zona. Formano una fittissima rete di 486 cunicoli naturali che furono il rifugio di circa 23.000 ribelli del Pathet Lao durante la guerra civile laotiana e la guerra del Vietnam. Il governo laotiano sta pianificando di sviluppare il turismo per la visita delle grotte, una scelta simile a quella operata dai vietnamiti sugli analoghi tunnel di Cu Chi, nella zona della Città di Ho Chi Minh.

## Geografia antropica

### Suddivisioni amministrative
La provincia è suddivisa nei seguenti 8 distretti (in lao: ເມືອງ, trasl.: mueang):
| Codice | Nome del distretto | Nome lao    |
| ------ | ------------------ | ----------- |
| 07-01  | mueang Sam Neua    | ເມືອງຊຳເໜືອ   |
| 07-02  | mueang Xiengkho    | ເມືອງຊຽງຄໍ້    |
| 07-03  | mueang Viengthong  | ເມືອງວຽງທອງ  |
| 07-04  | mueang Viengxay    | ເມືອງວຽງໄຊ   |
| 07-05  | mueang Huameuang   | ເມືອງຫົວເມືອງ  |
| 07-06  | mueang Samtay      | ເມືອງຊຳໃຕ້    |
| 07-07  | mueang Sop Bao     | ເມືອງສົບເບົາ   |
| 07-08  | mueang Et          | ເມືອງເມືອງແອດ |